# Futa (vestido)
La futa (también 

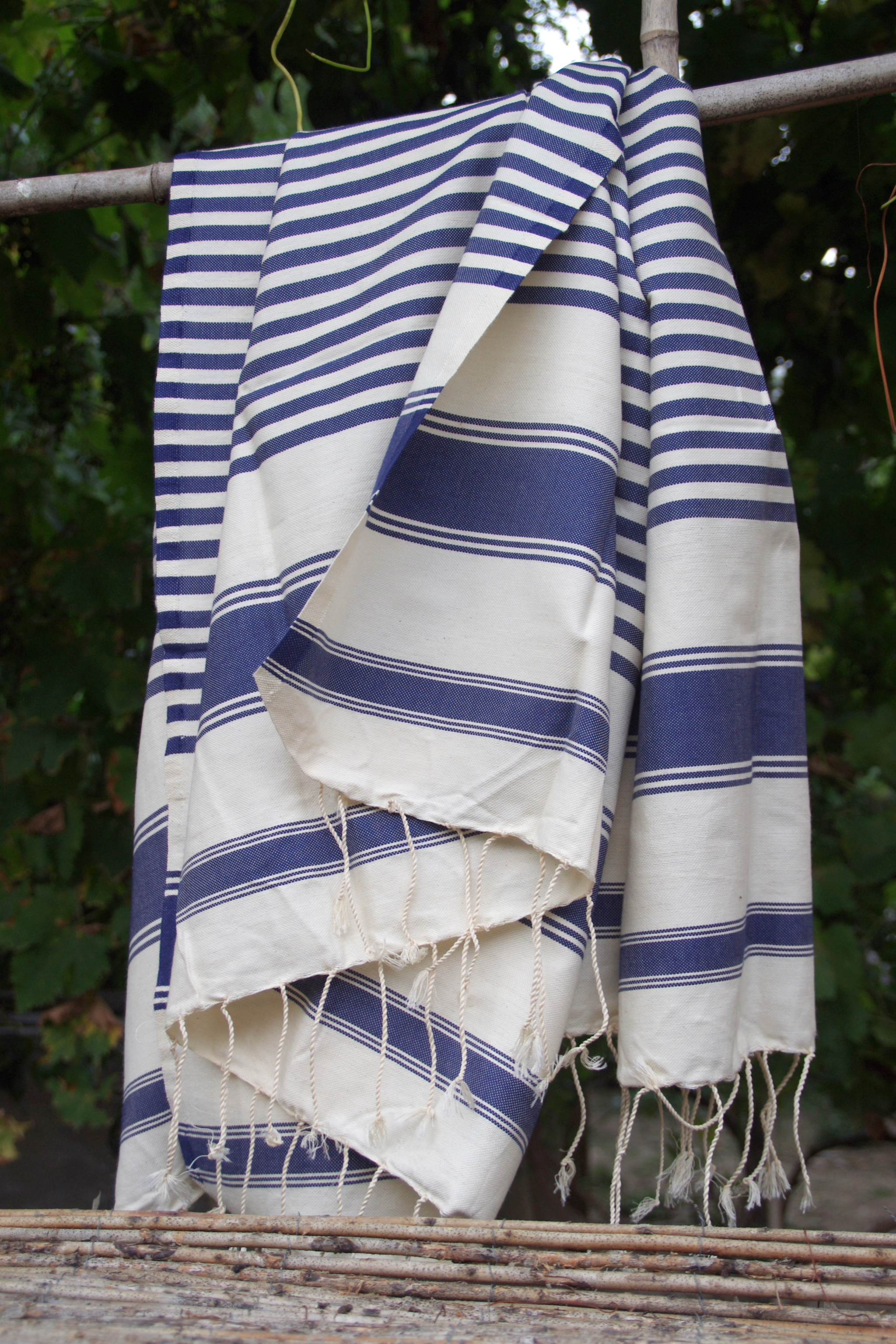
Futa

ortografiada a veces fouta o foutah, فُوطَة en árabe) es una especie de tela (y por extensión, los vestidos creados a partir de ella) que es usada habitualmente en los países árabes como toalla. Según los lexicógrafos árabes, la palabra futa tendría un origen indio, y provendría originalmente de ese país.

## Usos
La futa puede ser empleada para distintos usos, entre los que se cuentan toalla de hamam, pareo de playa, toalla de playa, colcha para la cama o incluso mantel para la mesa. Llevada sobre la espalda, la futa protege del sol, dispuesta alrededor de la cintura puede servir como calzón, y enrollada sobre la cabeza puede formar un turbante. Declinada en tejido de alta costura, es llevada por las mujeres del Magreb en las fiestas de las bodas. Su tela de base está hecho de algodón, con diferentes técnicas de tejido (en nido de abeja, en plano, etc) y con colores diversos. Hoy en día, las futas se venden con diversas tallas y formas adaptadas a cada uso. 
En su libro Les Portes du Menzel, Abdelmajid Bouslama describe así los vestidos tradicionales que se encuentran en la casa de su familia en la isla de Djerba (Túnez):

[…] El fouta, tunique de tissu bleu pour tous les jours, accrochée au niveau des épaules par le khlal (fibule) et détenue à la taille par une large ceinture en laine, chamla, pour travailler aux champs; […] et la fouta blanche brodée aux couleurs vives de la Demsa (les fils DMC) pour les visites.
[…] El fouta, túnica de tejido azul para todos los días, sujeta a nivel de los hombros por el khlal (fíbula) y detenida en la cintura por una amplia banda de lana, chamla, para trabajar en los campos; […] y la fouta blanca bordada con colores vivos de la Demsa (los hilos DMC) para las visitas.